# Melasmothrix naso
Melasmothrix naso és una espècie de mamífer rosegador de la família dels múrids. És l'única espècie del gènere Melasmothrix. Són rosegadors de mitjanes dimensions, amb una llargada de cap a gropa de 111 a 126 mm, una cua de 81 a 94 mm, peus de 27 e 30 mm, i un pes de fins a 58 g. Aquesta espècie és endèmica de la part central de Sulawesi, a Indonèsia. Viu en selves pluvials tropicals montanes entre 1.950 i 2.286 msnm. Considerant la manca d'informació recent, la Unió Internacional per la Conservació de la Natura classifica M. naso com a espècie amb dades insuficients (DD).